# 青塔乡
青塔乡，是中华人民共和国河北省沧州市任丘市下辖的一个乡镇级行政单位。

## 行政区划
青塔乡下辖以下地区：
娄堤一村、娄堤二村、尚书村、双塔村、青塔一村、青塔二村、边各庄村、半边店村、田各庄村、白洋村、天门口村、陈王庄村、赵各庄店村、后赵各庄村、前赵各庄村和张各庄村。